# Carl Norman

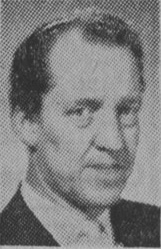
Carl Norman.

Carl P. Norman, född 15 december 1915 i Stockholm, död där 22 augusti 2001, var en svensk ingenjör och arkitekt.
Efter studentexamen i Stockholm 1934 studerade avlade han civilingenjörsexamen vid Kungliga tekniska högskolan 1938, och arkitektexamen där 1953. Han var undervisande assistent vid skolan 1945-1951, förste byråingenjör vid Byggnadsstyrelsen 1947-1948 och drev egen konsultverksamhet från 1948. 
Tillsammans med Lars och John Åkerlund ritade han verkstadsskola i Borås 1957-1958. 1967 ritade han Röds kapell i Skaftö församling. 